# Fåborg Sogn (Varde Kommune)
Fåborg Sogn ist eine Kirchspielsgemeinde (dän.: Sogn) im südlichen Dänemark. Bis 1970 gehörte sie zur Harde Skast Herred im damaligen Ribe Amt, danach zur Helle Kommune im erweiterten Ribe Amt, die im Zuge der  Kommunalreform zum 1. Januar 2007 in der „neuen“  Varde Kommune in der Region Syddanmark aufgegangen ist.

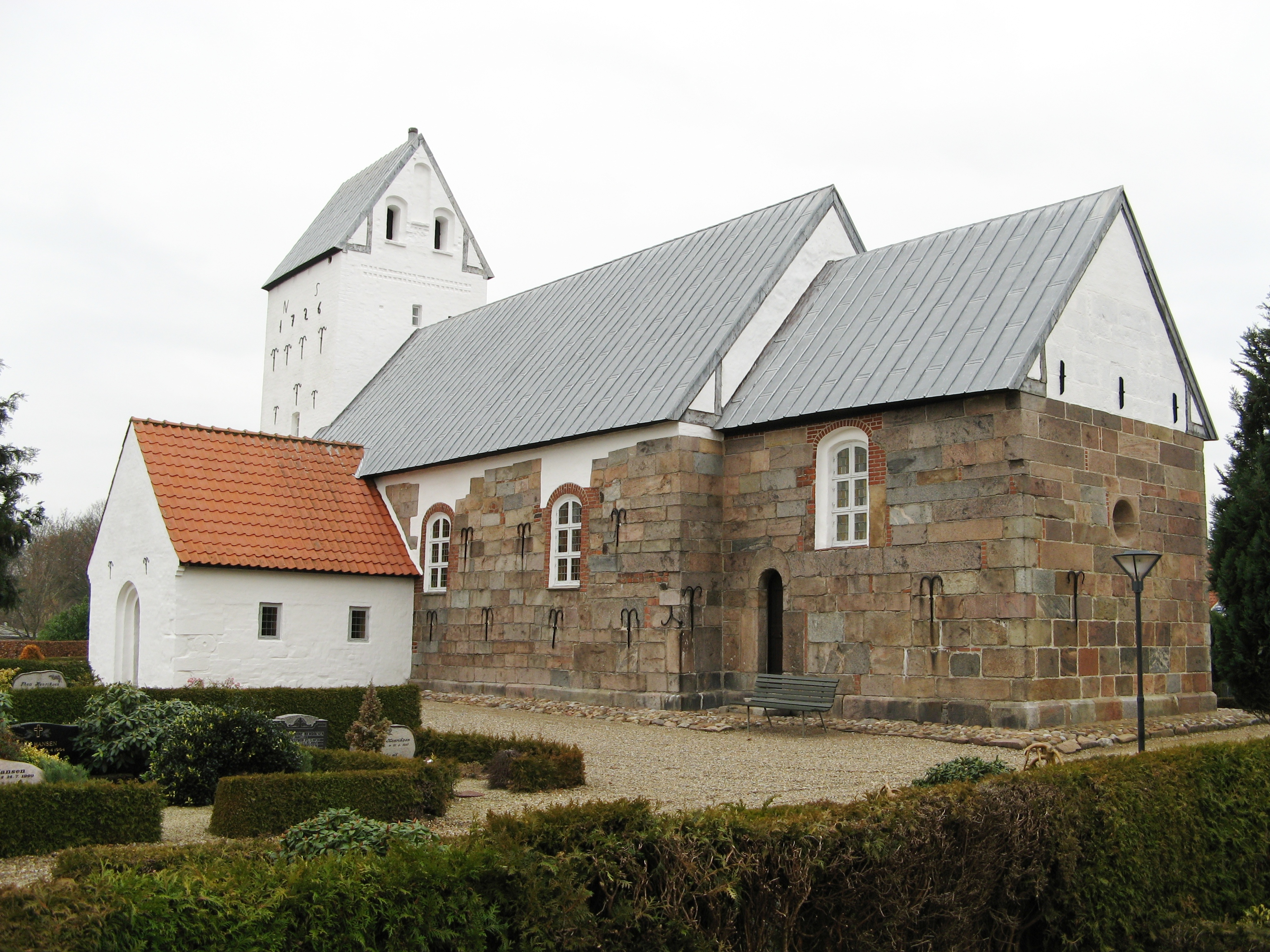
Fåborg Kirke

Im Kirchspiel leben 739 Einwohner, davon 314 im Kirchdorf (Stand:1. Januar 2023). Im Kirchspiel liegt die Kirche „Fåborg Kirke“.
Nachbargemeinden sind im Westen Årre Sogn, im Norden Øse Sogn, im Nordosten Vester Starup Sogn, im Osten Agerbæk Sogn, ferner in der östlich benachbarten Vejen Kommune Åstrup Sogn und im Süden Vejrup Sogn in der Esbjerg Kommune.